# Angus Tung
Angus Tung (chino tradicional: 童安格, pinyin: Angé Tong, Taipéi, 26 de julio de 1959) es un cantante, compositor y productor musical taiwanés, que fue especialmente popular en la década en la década de los año 80 y mediados de los 90. Angus Tung hizo su debut en 1983 gracias a la buena apariencia, y dos años más adelante lanzó su primer álbum de estudio Miss You (想 你). Después de la primera publicación, grabó 14 álbumes más, incluyendo la música pop clásico en chino "Pensando en ti" (其实 你 不懂 我 的 心). Ha ganado varios premios como el "mejor cantante masculino" y entró en el "Top 10 de los artistas más populares en China." Hoy en día, Angus sigue cantando y componiendo, aunque es más activo como actor en series de televisión y como presentador de programas de radio.

## Discografía
- 想你 (1985)
- 女人 (1986)
- 我曾經愛過 (1986)
- 跟我來 (1987)
- 其實你不懂我的心 (1989)
- 夢開始的地方 (1989)
- 花瓣雨 (1990)
- 真愛是誰 (1990)
- 一世情緣 (1991)
- 愛與哀愁 (1992)
- 現在以後 (1994)
- 聽海的歌 (1995)
- 看未來有甚麼不一樣 (1995)
- 收留 (1996)
- 青春手卷 (2003)